# Holcorobeus vittatus
Holocorobeus vittatus là một loài bọ cánh cứng trong họ Bọ hung (Scarabaeidae).